# Pécel
Pécel ist eine ungarische Stadt im Kreis Gödöllő im Komitat Pest.

## Geographische Lage
Pécel grenzt an die östliche Stadtgrenze der ungarischen Hauptstadt Budapest und den XVII. Budapester Bezirk Rákosmente.

## Geschichte
Pécel wurde 1338 erstmals urkundlich erwähnt.

## Sehenswürdigkeiten
- Fáy-Schloss
- Pekáry-Schloss
- Ráday-Schloss

## Städtepartnerschaften
- Iisalmi, Finnland
- Mistelbach, Österreich

## Söhne und Töchter der Stadt
- Gedeon Ráday (1841–1883), ungarischer Politiker und Landesverteidigungsminister
- Zsolt Rostoványi (* 1952), ungarischer Ökonom, Orientalist und Islamexperte

## Verkehr
Es bestehen tagsüber halbstündig Eisenbahnverbindungen zum Budapester Ostbahnhof.

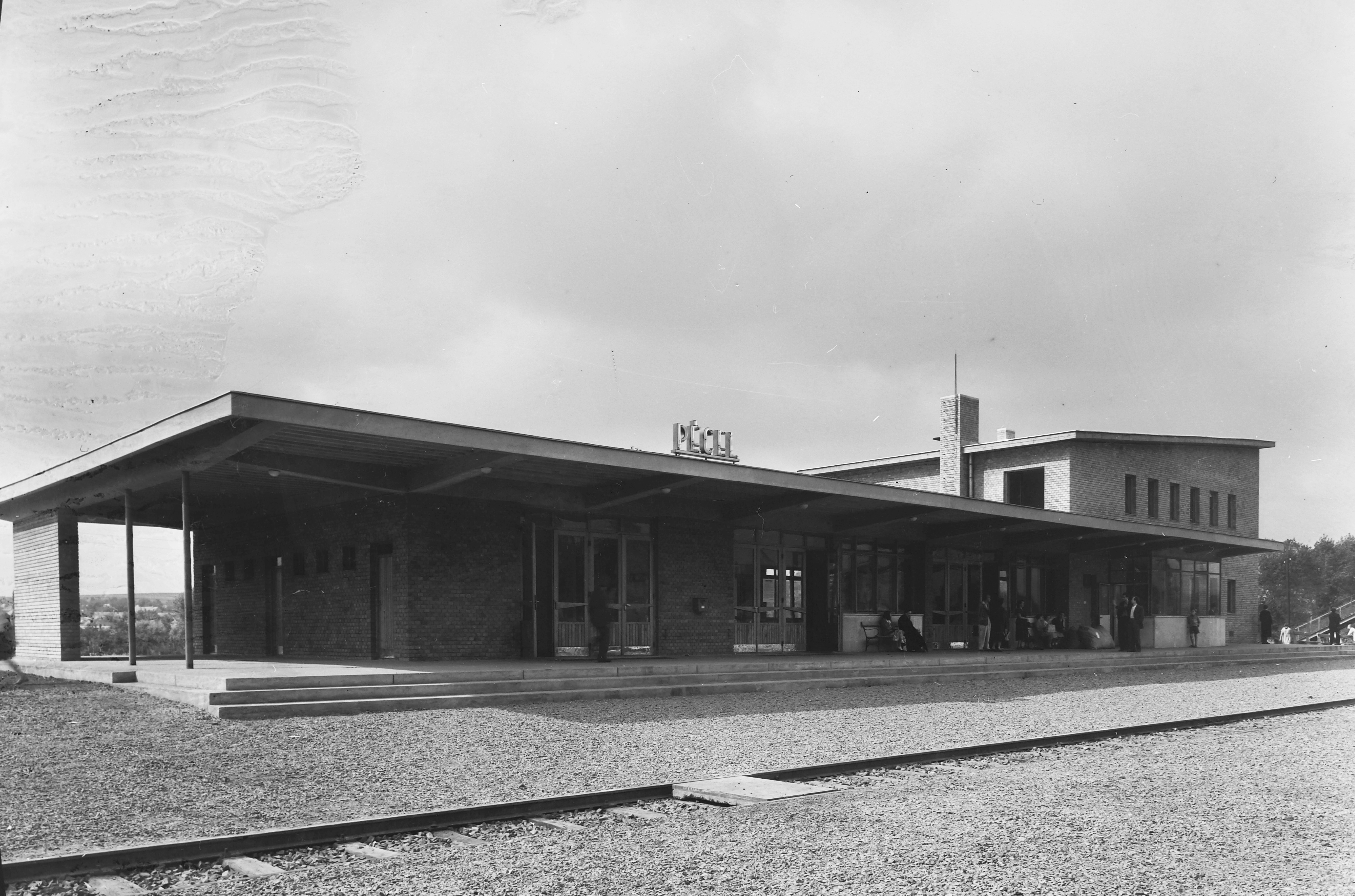
Bahnhof Pécel (1950)
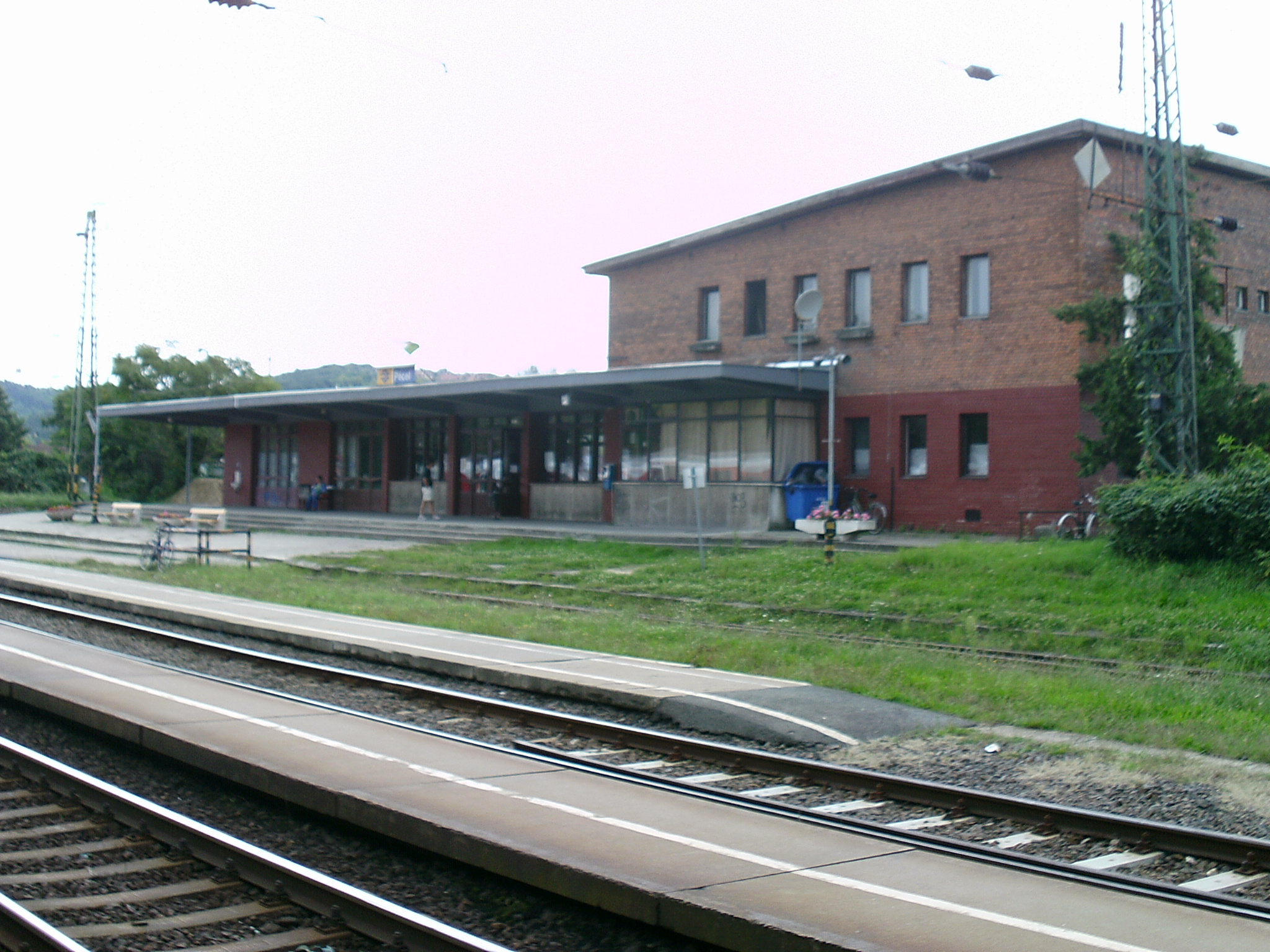
Bahnhof Pécel (2014)